# Epipocus unicolor
Epipocus unicolor es una especie de coleóptero de la familia Endomychidae.

## Distribución geográfica
Habita en México y Colorado en (Estados Unidos).